# Волков, Михаил Николаевич (педагог)
Михаил Николаевич Волков (род. 26 января 1955, Орша, Витебская область) — депутат Палаты представителей Национального собрания Республики Беларусь
пятого созыва, заместитель председателя Постоянной комиссии
Палаты представителей Национального собрания Республики Беларусь по образованию, культуре и науке, а также бывший депутат Витебского областного Совета депутатов 26-го созыва, учитель математики высшей квалификационной категории Республики Беларусь, заслуженный работник народного образования Республики Беларусь, кавалер ордена Франциска Скорины, «Человек года Витебщины», делегат IV Всебелорусского народного собрания.
Награждён двумя дипломами I степени АПН СССР. Опыт работы экспонировался с 1988 г. по 1991 г. на ВДНХ СССР в разделе «Наука и образование».

## Общие сведения
В 2012—2016 годах депутатом Палаты представителей Национального собрания Республики Беларусь пятого созыва, куда был избран по Витебско-Чкаловскому округу 18.
За более чем 40 лет педагогического стажа он подготовил 227 победителей заключительного этапа республиканских олимпиад, 19 победителей международных (мировых) олимпиад: 3 золотые, 6 серебряных и 10 бронзовых.
Бронзовые медали: 1994 — Торонто, Канада, 1995 — Гонконг (Шворин Артём), 1998 — Тайвань (Кохан Артём), 2000 — Южная Корея (Дорин Дмитрий), 2002 — Глазго, Шотландия (Головнёв Станислав), 2003 — Токио, Япония (Архипов Станислав), 2005 — Мерида, Мексика (Ларчик Евгений), 2007 — Ханой, Вьетнам (Светлана Овчинникова), 2020 — Санкт-Петербург, Россия (Сегодник Константин), 2022 — Гегер, Венгрия (Грецкая Вера).
Серебряные медали: 2004 — Афины, Греция (Архипов Станислав, Левин Алексей), 2008 — Мадрид, Испания (Шерснёв Костя, Овчинникова Светлана), 2009 — Бремен, Германия (Овчинникова Светлана, Довгаль Сергей.
Золотые медали: 1999 — Бухарест, Румыния (Артём Кохан), 2000 — Южная Корея (Артём Кохан), 2005 — Мерида, Мексика (Алексей Левин).
Михаил Николаевич Волков являлся делегатом I-го съезда учителей, работников образования государств — участников СНГ (Астана, 26-27 апреля 2010 г.), на котором проводил мастер-класс по теме "Взаимодействие психолого-педагогической теории и практики при формировании интеллектуально-развитой личности в процессе обучения.